# Clairette rose
La clairette rose est un cépage aux grains roses, principalement présent en France.

## Origine et répartition géographique

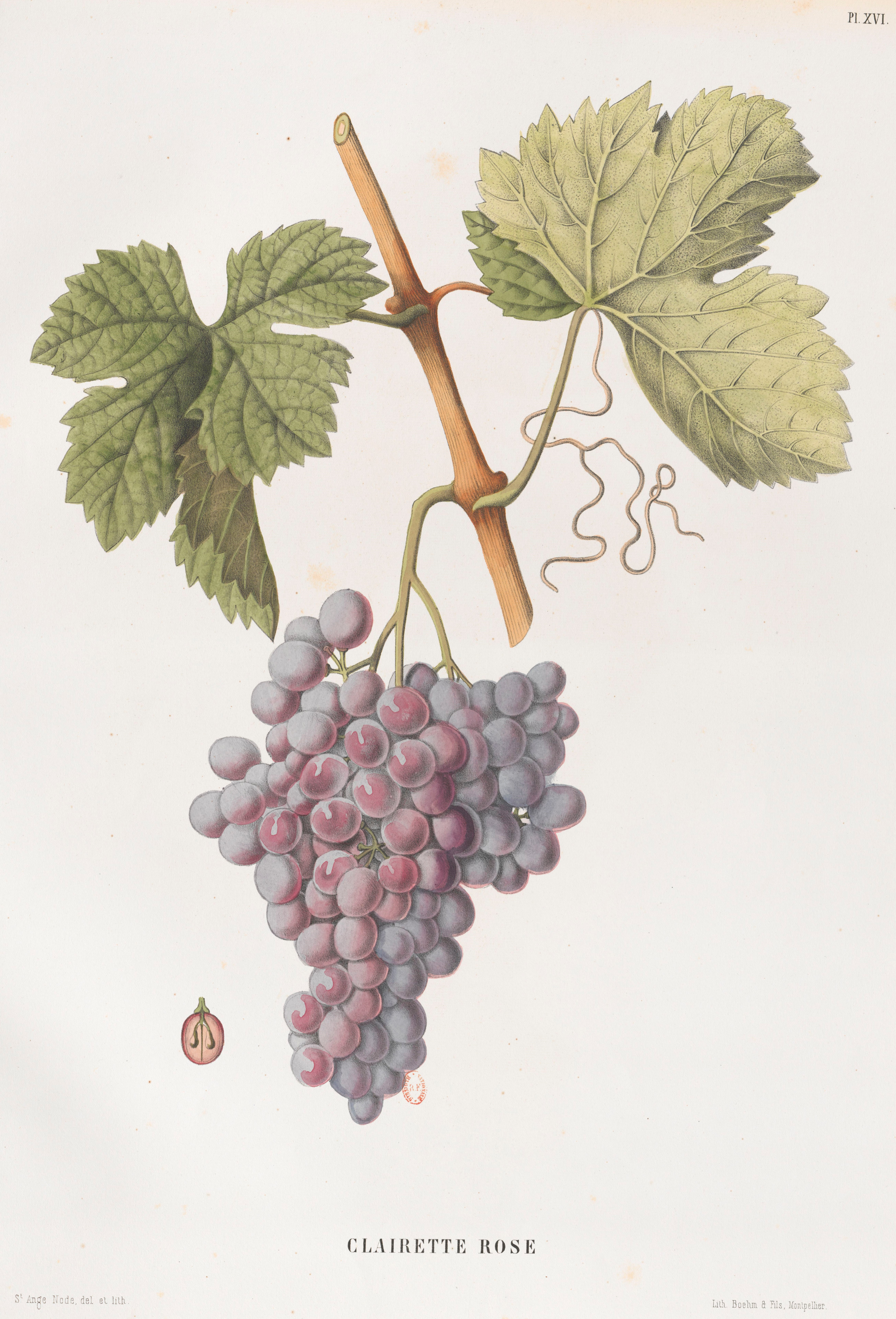
Lithographie de la Clairette rose.

La clairette rose est une variété de la clairette. Avec 371 hectares (en 2004), le cépage est peu cultivé en France.

## Caractères ampélographiques
- Extrémité du jeune rameau cotonneux blanc à liseré carminé.
- Jeune feuilles duveteuses, jaunâtres
- Feuilles adultes, à 5 lobes avec des sinus latéraux étroits et à fonds aigus, un sinus pétiolaire fermé à bords superposés, dents ogivales et petites, un limbe cotonneux-pubescent.

## Aptitudes culturales
La maturité est de troisième époque moyenne : 30 jours après le chasselas.

## Potentiel technologique
Les grappes sont moyennes à grosses et les baies sont de taille moyenne. La grappe est cylindro-conique, peu compacte et ailée. Le cépage est très vigoureux et fertile. Il est peu sensible à l'oïdium et l’excoriose mais il craint le mildiou et les acariens.

## Synonymes
La clairette rose est connue sous le nom blanquette rose.